# Чапо (озеро)
Чапо (исп. Lago Chapo) — озеро в провинции Льянкиуэ области Лос-Лагос Чили.

## Общие сведения
Озеро расположено в 43 км к востоку от города Пуэрто-Монт на юге Чили. Площадь озера составляет 55 км², максимальная длина 17 км, максимальная ширина — 5 км, высота над уровнем моря — 240 метров. Глубины — до 120 метров. Температура воды в озере колеблется от 9 °C зимой до +18 °C летом.
Питание от многочисленных горных ручьёв, сток из северо-западного угла озера по реке Чамиса на юго-запад в залив Релонкави.
Озеро лежит у подножия вулкана Кальбуко, склоны гор, окружающих озеро, покрыты лесом.
В водах озера в изобилии водится радужная форель.
К южному берегу озера примыкает национальный парк Алерсе Андино площадью почти 40 тысяч гектаров, севернее озера расположен национальный заповедник Льянкиуэ.